# Constantinus és Maxentius bazilikája
A Constantinus és Maxentius bazilikája Rómában, a Forum Romanumon álló műemlék. 
Két templommal is szomszédos a 100 méter hosszú, 65 méter széles, háromhajós Basilica Constantiniana, amelyet Maxentius császár kezdett építtetni, nevét pedig az építést befejező Constantinus császár után kapta. 308-ban kezdték meg az építést, majd 312-ben folytatták újra, amikor Constantinus császár a milviusi-hídi csata után legyőzte Maxentiust. 
Tengelyét eredetileg nyugat–keleti irányba tervezték, de Constatinus derékszögben elfordíttatta, így észak–déli fekvésűvé vált.  
Egykor az épület a leghatalmasabb volt a Forumon, az északi mellékhajó három 24,5 méter magas, 20,5 méter széles három óriási kazettás dongaboltozata ma is feltűnő. E boltozatok adtak ihletet a Régi római Szent Péter-bazilika első tervezőinek (Donato Bramante „a római Pantheont akarja a Constantinus basilicájára állítani”). Magassága 35 méter volt. A tetőt arany burkolat fedte, mely eltávolítása után a régi Régi római Szent Péter-bazilika tetejének díszítőanyaga lett. 
Nyugati apszisa megfelel az eredetileg keleten volt főbejáratnak. Később készült még egy bejárata széles lépcsőzettel a Via Sacra felől, s ennek megfelel az északi oldalon levő apszis. A nyugati apszisban állt egykor Constatinus 12 méter magas szobra fából és márványból. A mű feje, keze-lába ma is megvan, a Palazzo dei Conservatori épületében őrzik. 
A bazilika az igazságszolgáltatás és az üzleti élet korabeli központjaként működött.